# باشگاه فوتبال نیویورک هونگاریا
نیویورک هونگاریا یا مجاری‌های نیویورک یک تیم فوتبال آمریکایی بود که در سال ۱۹۶۲ جام چالش ملی را برنده شد.